# Septfonds
Septfonds – miejscowość i gmina we Francji, w regionie Oksytania, w departamencie Tarn i Garonna.
Według danych na rok 1990 gminę zamieszkiwało 1 731 osób, a gęstość zaludnienia wynosiła 64 osób/km² (wśród 3020 gmin regionu Midi-Pyrénées Septfonds plasuje się na 206. miejscu pod względem liczby ludności, natomiast pod względem powierzchni na miejscu 359.).